# Leader Manufacturing Company
Leader Manufacturing Company, vorher Columbia Electric Company, war ein US-amerikanischer Hersteller von Automobilen.

## Unternehmensgeschichte
Die Columbia Electric Company hatte den Sitz in McCordsville in Indiana. Es stellte Telefone her. 1905 begann die Produktion von Automobilen. Der Markenname lautete Leader.
1907 erfolgte die Umfirmierung in Leader Manufacturing Company und der Umzug nach Knightstown in Indiana. Eine Quelle ist sich bezüglich der Umfirmierung nicht sicher, da eine einzelne Anzeige von 1911 noch die alte Firmierung aufweist.
Luther Frost war die treibende Kraft für den Automobilbau. Aufgrund gesundheitlicher Probleme musste er etwa 1911 das Unternehmen verlassen. Mitte 1912 wurde es aufgelöst.

## Fahrzeuge
1905 gab es nur das Model B. Ein Zweizylindermotor mit 16 PS Leistung trieb die Fahrzeuge an. Das Fahrgestell hatte 213 cm Radstand. Der Aufbau war ein Runabout.
1906 blieb dieses Modell unverändert im Programm. Dazu kam ein gleichnamiges Model B, das mit 18 PS etwas stärker motorisiert war, und bei gleichem Radstand eine Karosserie als Tourenwagen hatte.
Zwischen 1907 und 1909 standen drei Modelle im Sortiment. Das schwächere Model B gab es weiterhin. Model C hatte den gleichen Motor, aber 229 cm Radstand und bot als Tourenwagen Platz für vier Personen. Das Model D entsprach dem letztgenannten Modell mit auf den 20-PS-Motor.
1910 wurde daraus das Model E mit 249 cm Radstand. Neu war das Model L-30 mit einem Vierzylindermotor, der mit 30/35 PS angegeben war. Der Radstand von 272 cm ermöglichten den Aufbau als fünfsitzigen Tourenwagen.
1911 stand nur das Model R-35 im Angebot. Der Vierzylindermotor leistete 40 PS. Der Radstand betrug 295 cm. Zur Wahl standen ein Demi-Tonneau mit vier Sitzen und ein Tourenwagen mit fünf Sitzen.
1912 erhielt dieses Modell einen kleineren Motor, der wieder mit 30/35 PS angegeben war. Der einzige Aufbau war ein Semi-Torpedo. Neu war das Model 40. Das war ein Hinweis auf die Motorleistung von 40 PS des Vierzylindermotors. Der Radstand maß 315 cm. Der Aufbau war ein Tourenwagen mit vier Türen.

## Modellübersicht
| Jahr      | Modell     | Zylinder | Leistung (PS) | Radstand (cm) | Aufbau                                      |
| --------- | ---------- | -------- | ------------- | ------------- | ------------------------------------------- |
| 1905      | Model B    | 2        | 16            | 213           | Runabout                                    |
| 1906      | Model B    | 2        | 16            | 213           | Runabout                                    |
| 1906      | Model B    | 2        | 18            | 213           | Tourenwagen                                 |
| 1907–1909 | Model B    | 2        | 16            | 213           | Runabout                                    |
| 1907–1909 | Model C    | 2        | 16            | 229           | Tourenwagen 4-sitzig                        |
| 1907–1909 | Model D    | 2        | 20            | 229           | Tourenwagen 4-sitzig                        |
| 1910      | Model E    | 2        | 20            | 249           | Tourenwagen 4-sitzig                        |
| 1910      | Model L-30 | 4        | 30/35         | 272           | Tourenwagen 5-sitzig                        |
| 1911      | Model R-35 | 4        | 40            | 295           | Demi-Torpedo 4-sitzig, Tourenwagen 5-sitzig |
| 1912      | Model R-35 | 4        | 30/35         | 295           | Semi-Torpedo                                |
| 1912      | Model 40   | 4        | 40            | 315           | Four-Door Tourenwagen                       |